# Лесной бизон

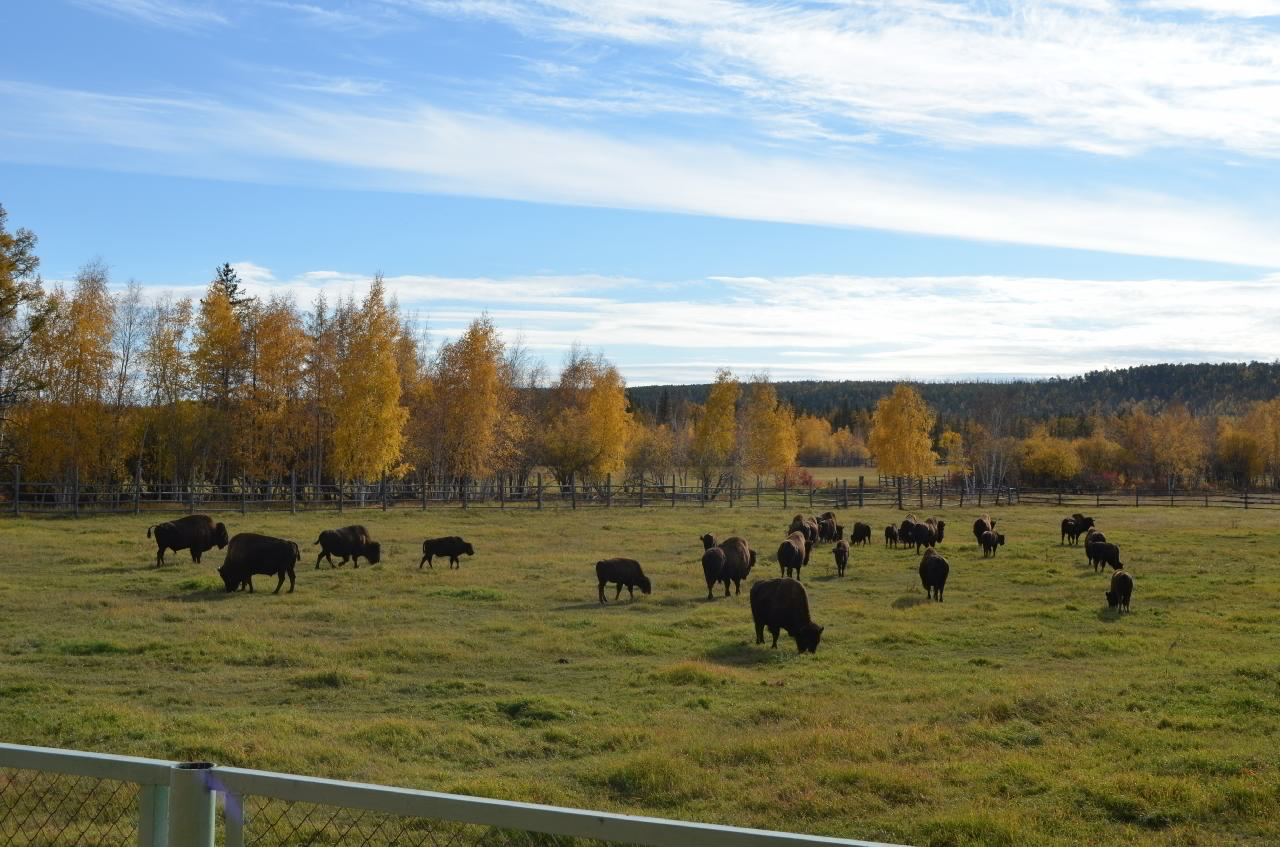
Бизоны в Усть-Буотамском заповеднике

Лесной бизон (лат. Bison bison athabascae) — отдельный северный подвид или экотип американского бизона (часто называемого просто «бизон»). Первоначальный ареал этого подвида включал обширные территории таёжных лесов Аляски, провинции Юкон, западной части Северо-Западных Территорий, северо-восток Британской Колумбии, север провинции Альберта и северо-запад Саскачевана. Комитет по Охране Редких Видов Канады (англ. «Committee on the Status of Endangered Wildlife in Canada» или «COSEWIC») включает его в список видов, находящихся в опасности.

## Строение
Лесной бизон отличается от равнинного бизона (Bison bison bison), второго сохранившегося подвида/экотипа американского бизона, многими важными признаками. Наиболее заметное различие заключается в том, что лесной бизон тяжелее, крупные самцы весят свыше 900 кг. Это делает его крупнейшим из полностью сухопутных животных Северной Америки.
Самая высокая точка в фигуре лесного бизона находится впереди передних ног, в то время как у равнинного бизона она расположена прямо над передними ногами животного. Сердцевина рогов у лесного бизона также толще, мех темнее и теплее, борода меньше, на передних ногах также относительно меньше шерсти.

## Размножение
Животное становится половозрелым в возрасте 2 лет. Самки часто выращивают первого детеныша в возрасте 3 лет и могут производить по одному дополнительному потомству каждые 1-2 года. Брачный сезон обычно длится с июля по сентябрь, причём наибольшая активность приходится на август, о чём свидетельствует появление большинства телят в мае после 9-месячной беременности.

## Охрана
Кроме охоты и разрушения среды обитания, на популяцию лесного бизона также отрицательно влияет гибридизация с равнинным бизоном.
Как и в случае с другими бизонами, популяция лесного бизона была практически полностью уничтожена в результате охоты, а также под действием других факторов. К началу 1900-х годов лесной бизон был признан крайне редким и находящимся на грани вымирания животным. Лишь в 1957 году в Альберте (Канада), в национальном парке «Вуд-Баффало» было обнаружено последнее чистокровное стадо численностью в 200 особей. С тех пор численность лесного бизона возросла до приблизительно 2500 особей, что было результатом усилий по охране этого животного, предпринятых правительством Канады. В 1988 COSEWIC изменил охранный статус этого подвида с «находящегося в опасности» на «находящийся под угрозой».
17 июня 2008 года 53 канадских лесных бизона были перевезены из национального парка Элк-Айленд в Альберте, Канада, в Центр Охраны Дикой Природы Аляски, находящийся недалеко от Анкориджа, Аляска. Там в течение 2 лет они содержались в карантине, а впоследствии были реинтродуцированы на одном из участков их изначального ареала, в области Минтоу Флэтс (англ. «Minto Flats») недалеко от Фэрбанкса.
В 2006 году по соглашению между правительствами Канады и Республики Саха (Якутия) в Якутию было завезено стадо из 30 лесных бизонов (по 15 молодых самцов и самок) из заповедника Элк-Айленд. В устье реки Буотамы, в Хангаласском улусе Якутии был создан бизонарий. На 2011 г. там насчитывалось уже 87 бизонов, на 2015 г. — 122 бизона. Второй бизонарий в республике был открыт в Горном улусе, в верховьях реки Синей. По мере роста поголовья и адаптации часть бизонов была выпущена в естественные условия. С прибытием четвёртой партии бизонов из Канады поголовье вида в Республике Якутия достигло 250 особей. На 2022 год численность лесных бизонов в Якутии достигла около 300 особей.
В настоящее время в дикой природе обитает только 3000 лесных бизонов. Их нынешний ареал включает в себя: канадские Северо-Западные Территории, территорию Юкон, провинции Британская Колумбия, Альберта и Манитоба.

## Заболевания
Считающиеся общественным достоянием дикие стада лесных бизонов в Альберте, Британской Колумбии, Юконе и на Северо-Западных территориях составляют 90 % общемировой популяции лесного бизона. При этом существуют также 6 небольших стад одомашненных лесных бизонов. Эти стада находятся как в государственной, так и в частной собственности и составляют приблизительно 10 % популяции подвида. Все эти стада одомашненных бизонов и 2 больших изолированных диких стада в Юконе и на Северо-Западных Территориях происходят от физически и генетически здоровых особей, взятых из национального парка Вуд-Баффало на границе северо-восточной Альберты и южной части Северо-Западных Территорий. Одомашненные стада важны для охраны лесного бизона и восстановления его численности, так как более крупные дикие стада в национальном парке Вуд-Баффало и вокруг него заражены бычьим бруцеллёзом и туберкулёзом и не являются чистокровными лесными бизонами, после того, как в 1925—1928-х годах на территорию этого заповедника были перевезены 7000 равнинных бизонов из ликвидированного национального парка «Баффало» в Альберте.
Бруцеллёз и туберкулёз лесных бизонов в настоящее время остаются эндемичными для вышеуказанной территории и не распространяются за её пределы. Эти заболевания бизонов создают серьёзные проблемы как для правительства, так и для ряда местных коренных народов, а также для быстро подступающих к границам национального парка скотоводческих хозяйств. Осуществлять контроль над этими заболеваниями начали в 1950-е годы. К настоящему времени заболеваемость бизонов сократилась, хотя для постоянного контроля в этой сфере требуются значительные денежные расходы и вовлечение общества в решение этой проблемы.

## Галерея

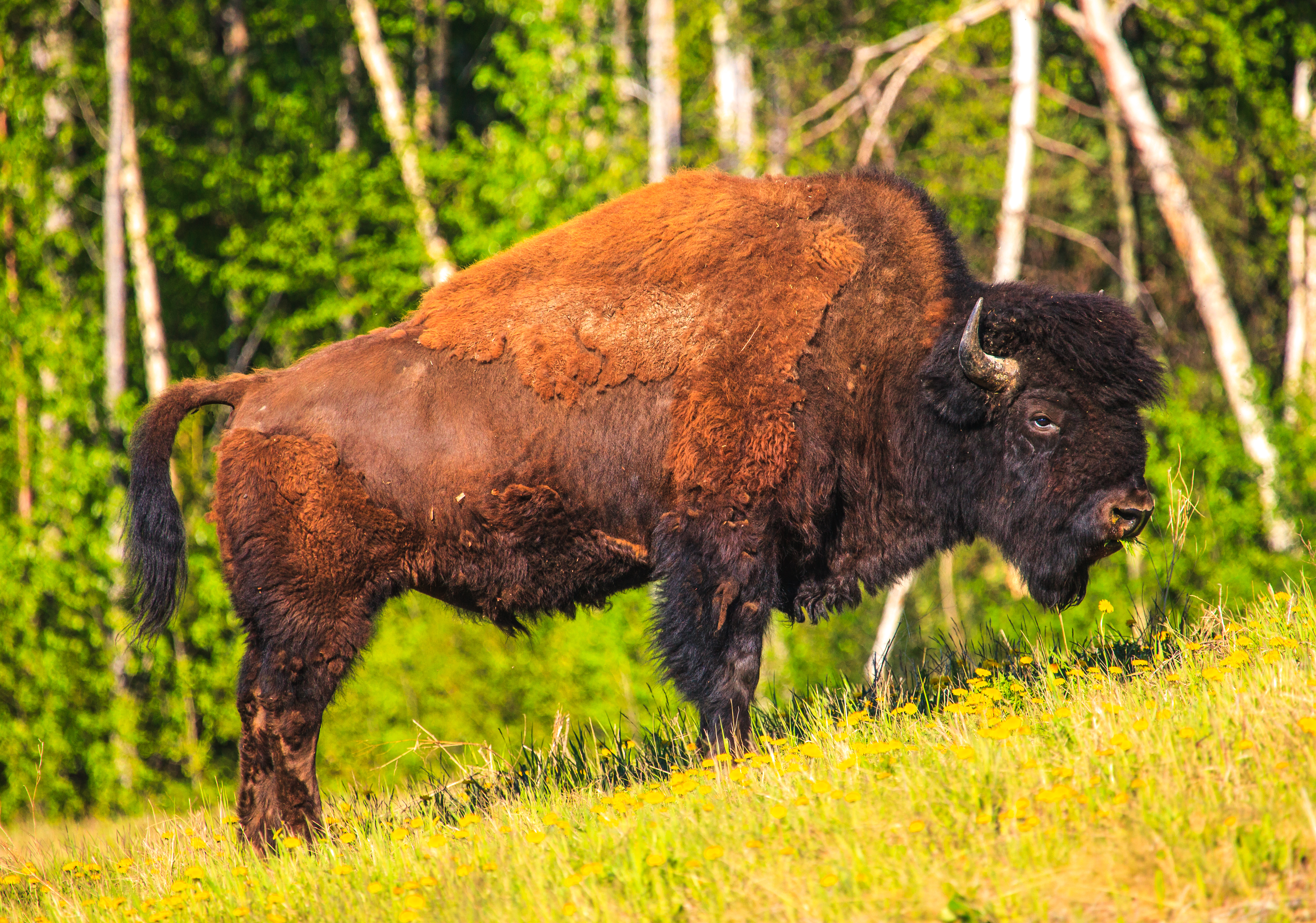
Лесной бизон на Аляске
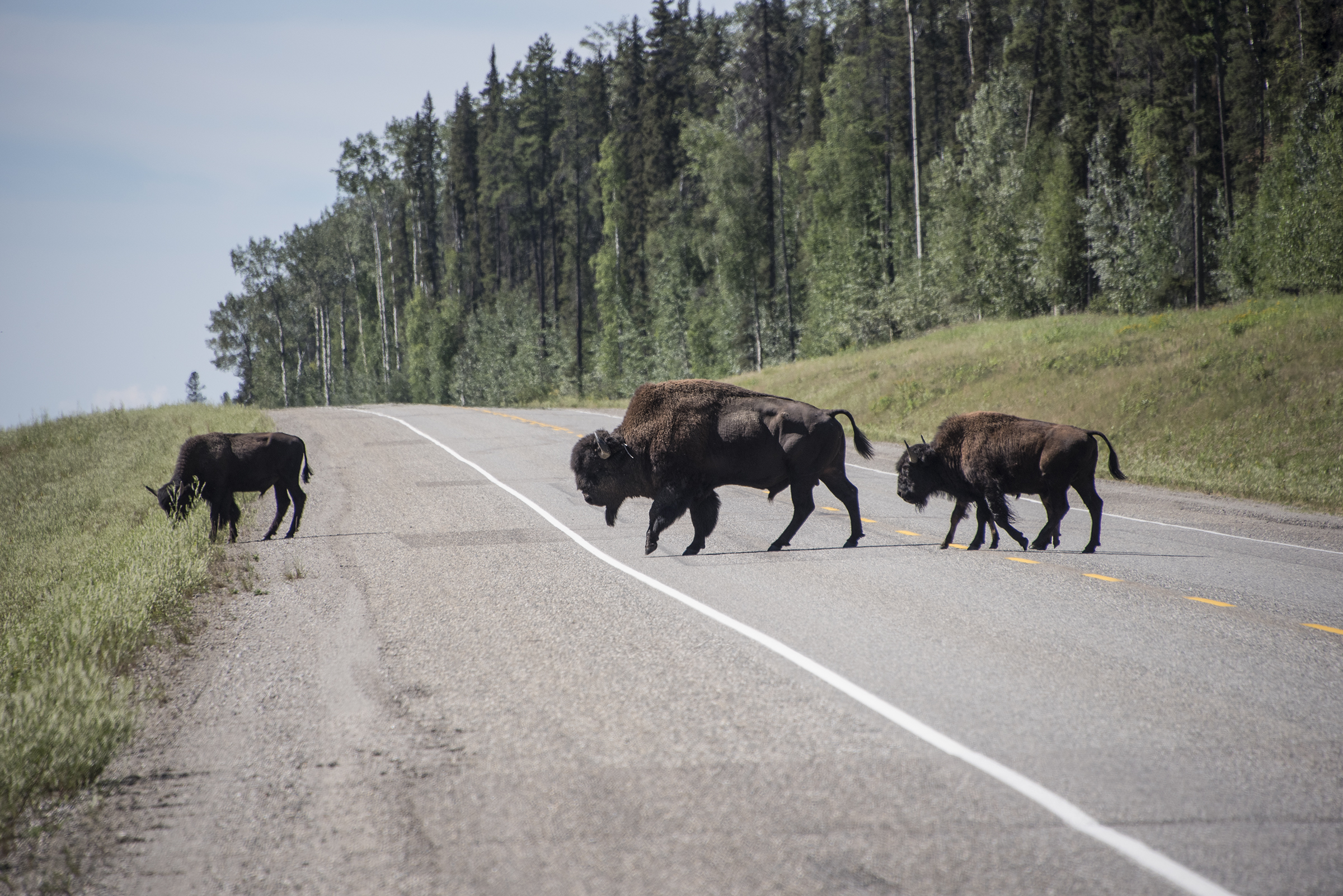
Стадо бизонов переходит автомобильную дорогу
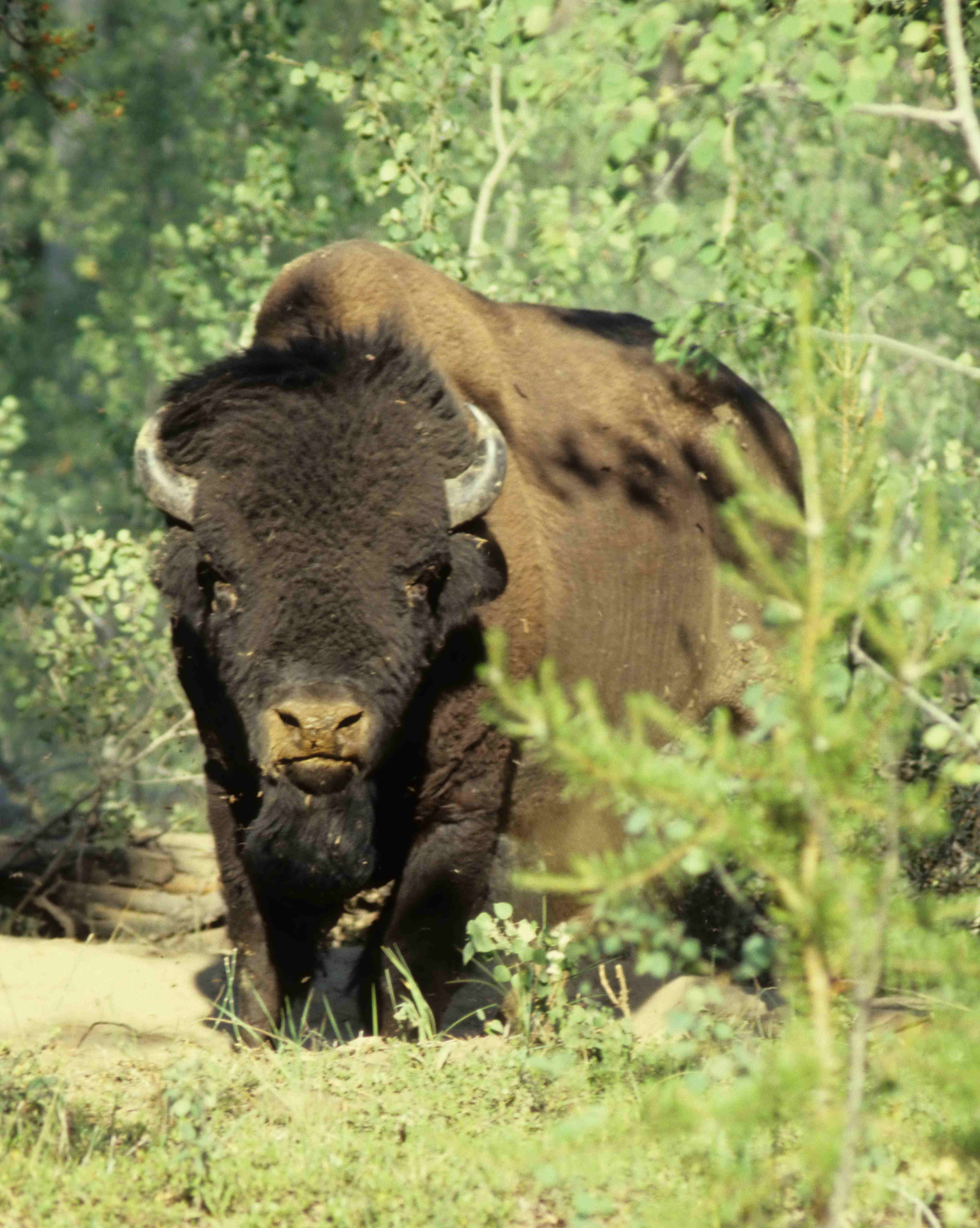
Нечистокровный бизон в Национальном парке Вуд-Баффало
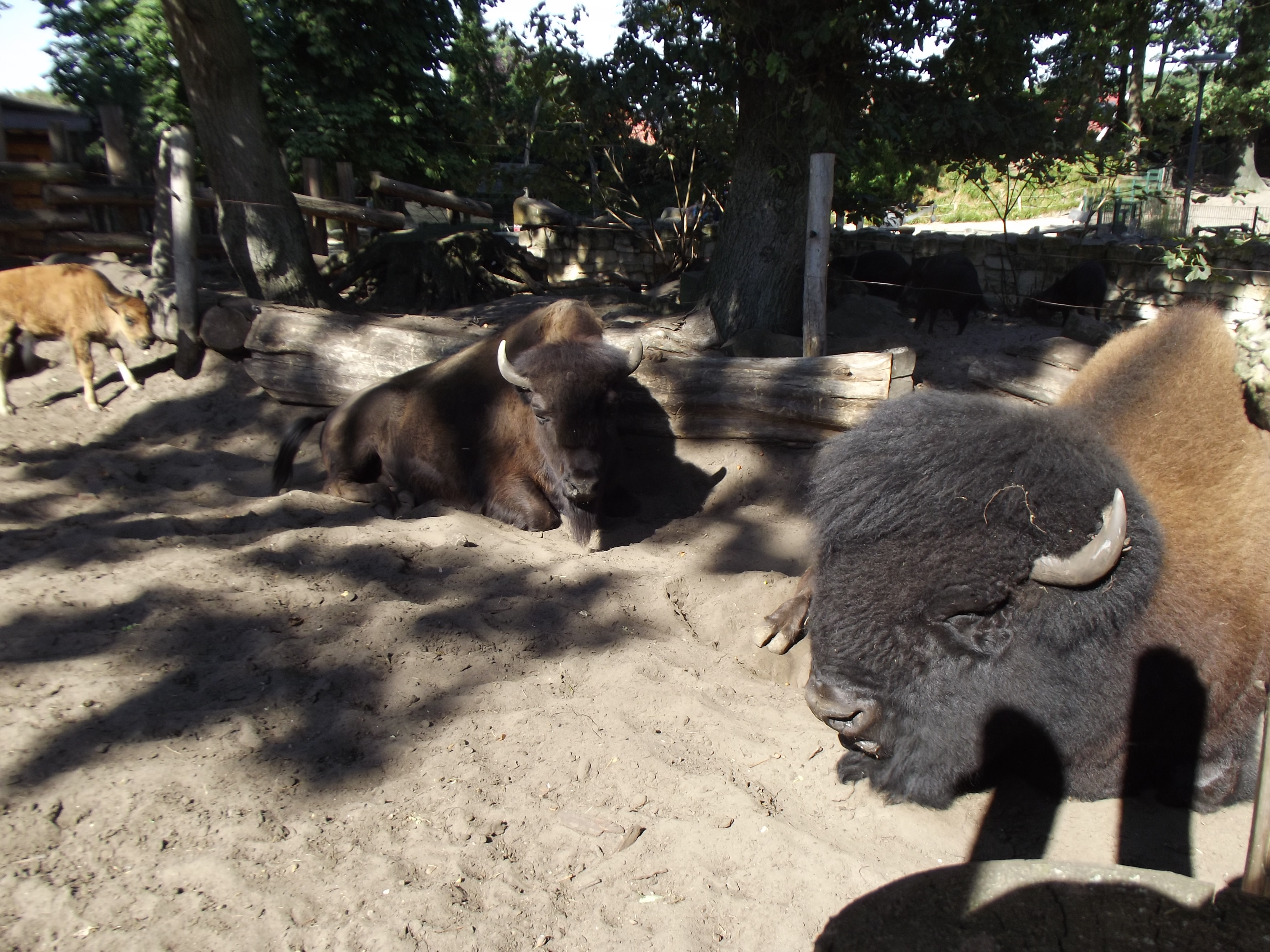
Лесной бизор в Германии (Нордхорн)
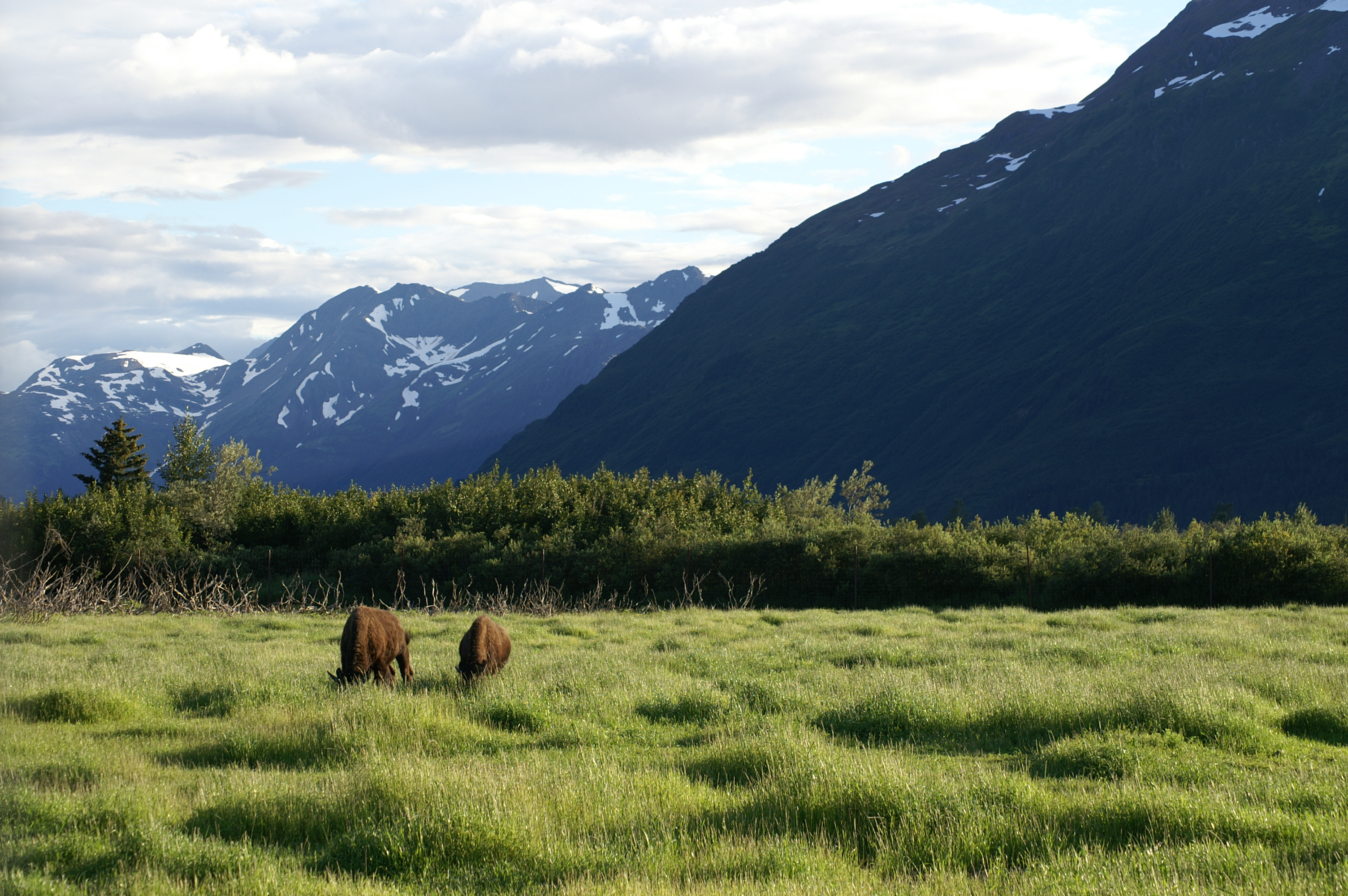
Пасущийся лесной бизон на полуострове Кенай